# Fránya
A fránya Czuczor Gergely szerint (Uj Magy. Muz. I. 363.) a dunántúli szólásban az ördög, a régi Tájszótárban a gonosz szinonimája. Fő- és melléknévi jelentésével a legközelebbről rokon az általánosabb elterjedésű fene. Alighanem egy eredetű a franc szóval, s így alapjában szintén csak a szifiliszt és a vele rokon tünetű ún. «rossz» sebeket jelentené. Erre enged következtetni a «morbus gallicus» v. «francensis» délszláv frenják neve, valamint az is, hogy a Franciscus (Ferenc) keresztnév szlávos alakja szintén Franjo, tehát majdnem egyező a mi fránya szavunkkal.